# Richard H. Bayard
Richard Henry Bayard (26 septembre 1796, Wilmington - 4 mars 1868, Philadelphie) est un homme politique américain.

## Biographie
Fils de James A. Bayard (en), il est sénateur du Delaware de 1836 à 1839, puis de 1841 à 1845.
Gendre de Richard Bassett, il est le père de James A. Bayard, Jr. (en).

## Sources
- (en) Cet article est partiellement ou en totalité issu de l’article de Wikipédia en anglais intitulé « Richard H. Bayard » (voir la liste des auteurs).